# 서정리 (1599년)
서정리(徐貞履, 1599년 ~ 1664년)는 조선의 문신이다. 본관은 대구, 자는 면중(勉中)이다. 서정리의 고조할아버지는 이조판서를 추증된 서고(徐固), 고조할머니는 안사전(安嗣全)의 딸인 순흥 안씨(順興安氏), 증조할아버지는 의정부영의정에 추증된 서해(徐嶰), 증조할머니는 이고(李股)의 딸 고성 이씨(固城李氏), 할아버지는 약봉 서성(徐渻), 할머니는 송녕(宋寧)의 딸 여산 송씨(礪山宋氏), 아버지는 정신옹주(貞愼翁主)의 배우자 달성위(達城尉) 서경주(徐景霌), 첫째 부인은 심열(沈說)의 딸 삼척 심씨(三陟沈氏)이고, 둘째 부인은 이시발(李時發)의 딸인 경주 이씨(慶州李氏)이며, 영의정 서문중(徐文重)의 친아버지이다.

## 생애
서정리는 종묘서봉사(宗廟署奉事)를 제수되었으나, 나아가지 않았다. 증광시 진사 3등 52위로 사마시에 합격하였고, 1624년(인조 2년)후에 풍저창주부(豊儲倉主簿 - 종6품), 장례원사평(掌隷院司評 - 정6품), 영춘현감(永春縣監 - 종6품), 익위사사어(翊衛司司禦), 청풍군수(淸風郡守), 형조정랑(刑曹正郞 - 정5품), 사복시첨정(司僕寺僉正 - 종4품), 충원현감(忠原縣監), 군기시첨정(軍器寺僉正 - 종4품), 부평부사(富平府使), 남원부사(南原府使), 공조정랑(工曹正郞 - 정5품)과, 풍덕부사(豊德府使) 관직을 지냈다.

## 가족 관계
- 고조할아버지: 서고(徐固)
  - 증조할아버지: 서해(徐嶰)
    - 할아버지: 서성(徐渻)
      - 아버지: 서경주(徐景霌)
      - 어머니: 정신옹주(貞愼翁主)
        - 동생: 서정리(徐正履)
        - 동생: 서진리(徐晉履)

      - 부인: 이시발의 딸
        - 아들: 서문상(徐文尙)
        - 아들: 서문중(徐文重)
        - 아들: 서문하(徐文夏)
        - 아들: 서문징(徐文徵)
        - 아들: 서문유(徐文裕)